# Iitate (Fukushima)
Iitate (jap. 飯舘村, -mura) ist eine Dorfgemeinde im Landkreis Sōma in der Präfektur Fukushima in Japan. Der Ort ist seit der Nuklearkatastrophe von Fukushima unbewohnt. Eine Wiederbesiedlung ist ab März 2017 geplant.

## Geografie
Iitate liegt im Abukuma-Hochland (阿武隈高地, Abukuma-kōchi). Die größte Erhebung ist mit 918,5 m der Hanazuka-yama (花塚山) auf der Westgrenze zu Kawamata.
Größter See ist der Hayama-ko (はやま湖), der 1991 – 34 Jahre nach der Projektplanung – als Stausee des Mono-Damms (真野ダム, Mono-damu) entstand. Zufluss ist der Mono-gawa (真野川). Im Süden befindet sich das Nitta-gawa-Flusssystem (新田川), das an seinem Seitenarm Iitoi-gawa (飯樋川) am Iwabe-Damm (岩部ダム, Iwabe-damu) und am Notegami-gawa am Notegami-Damm (野手上川, Notegami-damu) – auch Fugane-Damm (風兼ダム, Fugane-damu) genannt – zu zwei viel kleineren Seen gestaut wird.
Die Gemeinde bestand zum Zeitpunkt der Evakuierung aus 20 Ortsteilen, die bis auf Nagadoro (長泥) und Warabidaira (蕨平) alle auf vormoderne Dörfer zurückgehen (siehe Geschichtsabschnitt).
Nachbargemeinden sind Sōma im Nordosten, Minamisōma im Osten, Namie im Süden, Kawamata im Südwesten und Westen und Date im Nordwesten.

## Geschichte
Die Gemeinde Iitate entstand am 30. September 1956 aus der Vereinigung der beiden Dörfer Iiso (飯曽村) und Ōtate (大舘村), von denen auch der Name abgeleitet wurde, ebenso wie es in der Vergangenheit bei diesen beiden Dörfern geschah: Iiso entstand am 1. April 1889 aus Iitoi (飯樋村) und Hiso (比曽村), sowie Ōtate am 1. April 1967 aus Ōsu (大須村) und Niitate (新舘村).
Ōsu wiederum wurde am 1. April 1889 gebildet aus Ōkura (大倉村, dt. „großes Lager“) und Sasu (佐須村, dt. „notwendige Hilfe“), sowie Niitate aus Kusano (草野村, dt. „Grasfeld“), Yagisawa (八木沢村, dt. „Fluss mit vielen Bäumen/acht Baumarten“), Ashimata (芦股村, dt. „Schilfrohrgabelung“), Sekisawa (関沢村, dt. „Barrierefluss“), Numadaira (沼平村, dt. „flacher Morast, Morastebene“), Komiya (小宮村, dt. „kleiner Schrein“), Itamizawa (伊丹沢村) und Fukaya (深谷村, dt. „tiefes Tal“).
Zudem wurde am 1. April 1967 Ishibashi (石橋村, dt. „Steinbrücke“) in Iiso eingemeindet, das am 1. April 1889 gebildet wurde aus Usuishi (臼石村, dt. „Mörserstein“), Nimaibashi (二枚橋村, dt. „zwei Brücken“), Maeda (前田村, dt. „Vorreisfeld“), Sugaya (須萱村, dt. „notwendiges Schilfgras“), Sekine (関根村) und Matsuzuka (松塚村, dt. „Kieferngrab(hügel)“).
Diese ursprünglichen 18 Dörfer aus der Zeit vor der nationalen Reorganisation des Gemeindewesens am 1. April 1889 haben mit ihren Namen in den Ortsteilen überlebt, ausgenommen Ashimata, das heute Ashihara (芦原, dt. „Schilfrohrebene“) heißt. Ashi ist homophon mit dem Wort für „Fuß, Bein“, und das Schriftzeichen von mata kann auch „Oberschenkel; Schritt[bereich]“ bezeichnen.
2004 stellte sich die Gemeinde gegen den allgemeinen Eingemeindungstrend, trat aus der Ratsversammlung über die Eingemeindung nach Minamisōma aus und verfolgte seitdem einen Unabhängigkeitskurs.

### Tōhoku-Erdbeben und Nuklearkatastrophe 2011
Das Dorf Iwate war nicht direkt vom Tōhoku-Erdbeben am 11. März 2011 betroffen. Doch der vom Erdbeben ausgelöste Tsunami und die daraus resultierende Nuklearkatastrophe von Fukushima  führten dazu, dass das gesamte Dorf aufgrund der Kontamination evakuiert werden musste.

#### Schäden und Opfer
Die Brand- und Katastrophenschutzbehörde meldete bis zu ihrem 145. Schadensbericht vom 13. März 2012 einen Toten für Iitate als Folge der Tōhoku-Dreifachkatastrophe von 2011, erhöhte ihre Angabe dann aber in ihrem 146. Schadensbericht vom 28. September 2012 auf 38 Tote und bis zum 157. Schadensbericht vom 7. März 2018 auf 42 Tote.

#### Evakuierung
Bekannt wurde Iitate weltweit aufgrund der Folgen der Nuklearkatastrophe von Fukushima. Trotz einer Entfernung von 40 Kilometern zum havarierten Kernkraftwerk gehörte Iitate zu den am stärksten radioaktiv kontaminierten Gebieten. Bei einer Analyse von Bodenproben in der Präfektur Fukushima wurde auf einem Bauernhof in Iitate die mit Abstand höchste Kontamination nachgewiesen (siehe auch: Hotspot in Iitate im Artikel Strahlungsbelastung durch die Nuklearunfälle von Fukushima).
Die Internationale Atomenergie-Organisation und Greenpeace forderten die japanischen Behörden Ende März 2011 auf, die Evakuierung der Umgebung des Kernkraftwerks auf Iitate auszuweiten. Am 12. April verfügte die japanische Regierung die Evakuierung von Iitate und vier benachbarten Orten. Die Bevölkerung von Iitate betrug mit Stand von 2010 etwa 6100 Einwohner (laut Volkszählung 2010: 6,209).
Die Evakuierungsanordnung der Regierung nach dem Nuklearunfall aufgrund der hohen Strahlenbelastung betraf das gesamte Dorf Iitate. Etwa 90 % der Bevölkerung wurden aus dem Dorf zu Gebieten innerhalb eines Umkreises von einer Stunde Wegzeit evakuiert, während etwa 10 % der Bevölkerung an Orte außerhalb der Präfektur Fuskushima evakuiert wurden. Bis Ende Mai 2011 mussten alle Bewohner den Ort verlassen. Die Gemeinde von Iitate hatte zwar erwogen, geschlossen an einen einzigen Standort zu ervakuieren, dann aber versucht, die Umsiedlung auf die Bedürfnisse der Dorfbewohner bezüglich ihrer Beschäftigung, Ausbildung und Vermeidung von Einschränkungen im Lebensfeld zu erfüllen. In der Folge kam es bei der Evakuierung zu einer Zerstreuung der Evakuierten von Iitate auf die Zielorte der Evakuierung, wobei die Gesamtzahl der Haushalte durch die Aufteilung der Haushaltsmitglieder auf verschiedene Orte entsprechend von 1.700 vor der Evakuierung auf 3.300 nach der Evakuierung stieg. Laut einer 2012 durchgeführten Umfrage lebten die Familienmitglieder von 65 % der Haushalte an zwei oder mehr und von 23,4 % der Haushalte an drei oder mehr Orten nach ihrer Evakuierung. Lediglich 30 % der Haushalte wurden geschossen evakuiert, viele zogen in Mietwohnungen um. 42,7 % der Befragten gaben an, nur wenige Freunde oder Bekannte in der Nähe und keine echten Gesprächspartner zu haben. Das in einem bäuerlich geprägten Bergland gelegene Dorf Iitate bot gute Bedingungen für eine florierende Landwirtschaft, Viehzucht und Blumenzucht. Vor der Evakuierung hatten regelmäßig Gemeinschaftsveranstaltungen stattgefunden, an denen besonders Frauen und Jugendliche teilgenommen hatten. Nach der Evakuierung führte die eintretende Arbeitslosigkeit und das dauerhafte Verlassen des Dorfes vieler Menschen zu Motivationsverlust und Zerfall der lokalen Gemeinschaft. Der dramatische Schwund der sozialen Netzwerke wird als Gefahr für die Gesundheit der Dorfbewohner angesehen, zumal in Notunterkünften lebende Evakuierte aufgrund ihrer geringeren sozialen Vernetztheit einem höheren Depressionsrisiko ausgesetzt sind. Medien hatten im April 2011 berichtet, dass der mit einem Alter von 102 Jahren älteste Einwohner von Iitate aufgrund des Zwanges zur Evakuierung Suizid begangen habe.
Als Gegenmaßnahme zur Nuklearkatastrophe wurde ein Sperrgebiet um das Kernkraftwerk Fukushima Daiichi in einem Umkreis von 20 km ausgewiesen. Es gab jedoch auch jenseits dieses 20-km-Radius viele andere Standorte mit hohen Strahlungswerten, da radioaktive Partikel über den Wind aus dem havarierten Kraftwerk fortgetragen wurden. Zu diesen Orten zählten Iitate sowie 10 weitere Dörfer und Städte, darunter Minamisōma, Naraha, Tomioka, Kawauchi, Ōkuma, Futaba, Namie, Katsurao, Tamura und Kawamata. Diese Regionen wurden entsprechend ihrer radioaktiven Belastung nach der Erlassung der Evakuierungsanordnungen vom 7. Mai 2013 in folgende vier verschiedene Kategorien eingeteilt: Gebiete mit einer Strahlenbelastung von weniger als 20 mSv pro Jahr, die von der Regierung als Schwellenwert für eine dauerhafte Rückkehr behandelt wurde, bildeten die Kategorie 1. Gebiete dieser Kategorie 1 konnten die Einwohner nach eigenem Ermessen und ohne Einsatz von Schutzausrüstung betreten mit der einzigen Einschränkung, dass sie dort nicht übernachten durften. Diese Gebiete waren bereit für eine Aufhebung des Evakuierungsbefehls. In Gebieten mit einer Strahlenbelastung zwischen 20 und 50 mSv pro Jahr (Kategorie 2) war den Einwohnern ein dauerhafter Aufenthalt untersagt. Gebiete mit über 50 mSv pro Jahr (Kategorie 3) wurden als langfristig ungeeignet für eine Rückkehr der Einwohner angesehen. Einen Sonderstatus nahm ein viertes Evakuierungsgebiet ein.
Im Dezember 2012 stimmte das Dorfbüro Iitate mit der Stadtverwaltung von Fukushima darin überein, eine „temporäre Stadt“ in der Stadt Fukushima zu entwickeln. Mit Stand 2014 waren über die Hälfte der Dorfbewohner (etwa 3.800 Menschen) sowie das Dorfbüro von Iitate in die Stadt Fukushima umgezogen. Sozialwohnungen, eine Realschule, ein Kindergarten, landwirtschaftliche Einrichtungen und andere notwendige Infrastruktur wurden errichtet. Es handelte sich um den ersten Fall einer Vereinbarung über eine „temporäre Stadt“, auf die sich zwei Kommunalverwaltungen geeinigt hatten.

#### Rückkehrer
Im Juli 2016 nahm die Dorfverwaltung wieder ihre Aufgaben innerhalb des Dorfes auf und registrierte Einwohner durften langfristig im Dorf bleiben. Die Aufhebung der Evakuierungsverordnung und somit Erlaubnis zur Wiederbesiedlung für den größten Teil des Dorfes Iitate wurde für Ende März 2017 geplant. Davon ausgenommen sollten die Gebiete bleiben, in denen die Rückkehr der Bewohner als „schwierig“ erachtet wurde. Die Wiederbesiedlung einer Fläche von 7 % des Gemeindegebiets, die stark kontaminiert wurde, war damit weiterhin ausgeschlossen. Entsprechend wurde am 31. März 2017 die Evakuierungsempfehlung für den größten Teil des Dorfes aufgehoben. Insgesamt hob die japanische Regierung am 31. März und 1. April 2017 die Evakuierungsbefehle für rund 32.000 Einwohner aus den vier strahlenbelasteten Gemeinden Iitate, Kawamata, Namie und Tomioka auf, denen somit wieder erlaubt war, in ihre Häuser zurückzukehren. Die einzigen Orte, die damit noch Gegenstand von Evakuierungsbefehlen waren, waren Futaba und Ōkuma sowie Teile der fünf benachbarten Städte und Dörfer Minamisōma, Iitate, Namie, Tomioka, Katsurao.
Zunächst kehrte in den Gebieten, für die die Evakuierungsanordnung aufgehoben wurde, jedoch nur eine begrenzte Anzahl von Einwohnern in ihre ursprüngliche Häuser zurück. Zu den Gründen für das Ausbleiben ihrer Rückkehr zählten eingeschränkte soziale Infrastruktur und begrenzte Beschäftigungsmöglichkeiten sowie Bedenken hinsichtlich der Strahlenbelastung.
Im Dorf Iitate stellte beispielsweise das Sammeln von Sansai (essbare Wildpflanzen und wildwachsende Pilze) ein wichtiges und traditionelles Ereignis für viele Menschen dar. Im ebenfalls nahe am Kernkraftwerk Fukushima Daiichi gelegenen Dorf Kawauchi, wo die Evakuierungsanordnung für alle Dorfgebiete im Jahr 2016 aufgehoben worden war, war jedoch die Anzahl der Menschen, die Sansai sammelten, seit dem Nuklearunfall signifikant gesunken. Die zusätzliche individuelle Strahlenbelastung für Menschen, die in den Bergen Wildpflanzen und Pilze sammelten, war wissenschaftlich mit Stand von 2017 nicht ermittelt worden.

## Verkehr
Wichtigste Fernverkehrsstraße ist die Nationalstraße 339 nach Iwaki oder Nan’yō.
Iitate ist nicht an das Schienennetz angeschlossen.

## Sehenswürdigkeiten

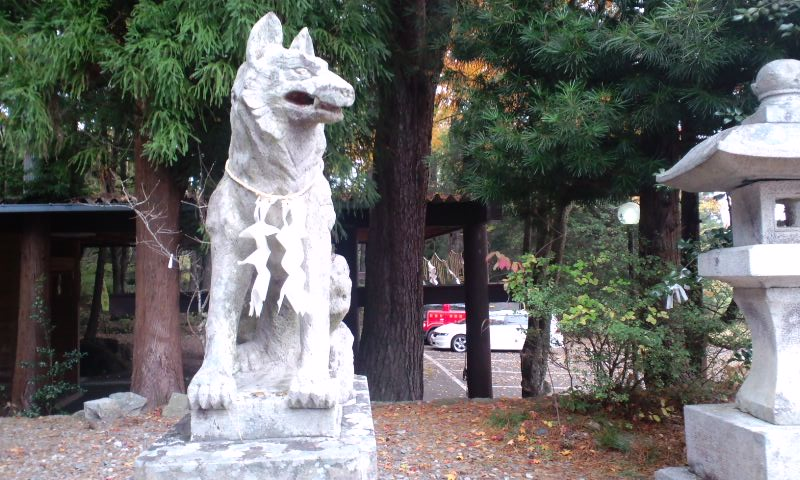
Wolfsstatue beim Yamatsumi-Schrein

Der 918,5 m hohe Hanazuka-yama auf der Westgrenze, der 705,5 m hohe Toratori-yama (虎捕山) auf der Grenze zum Ortsteil Ryōzanmachi-Ishida von Date sowie der 628,6 m hohe Notegami-yama (野手上山) gegenüber dem Notegami-Stausee sollen zu den 100 schönsten Bergen der Präfektur zählen.
Auf dem Hanazuka-yama wurde der Gott Hanazukayama-daigongen (花塚山大権現) verehrt. Der Berg hat eine lange Bergsteigergeschichte: Einerseits wurde er bestiegen, um dort für Regen zu beten, andererseits auch von buddhistischen Bergasketen wie Ennin (Shigaku-daishi). Der Berg selbst zeichnet sich durch große Granitblöcke auf dem Gipfel und einen Blick auf den 35 km entfernten Pazifischen Ozean aus.
Der Name des Toratori-yama, „Tigerfang-Berg“, kommt daher, dass hier der Bandit Tachibana no Sumitora (橘墨虎, wobei Sumitora wörtlich „Tuschetiger“ heißt) von Minamoto no Yoriyoshi (988–1075) gefangen wurde. Minamoto hatte dabei Hilfe durch einen weißen Wolf, zu dessen Ehren im Jahr 1051 der Shintō-Schrein Yamatsumi-jinja (山津見神社) gegründet wurde, wobei yamatsumi in etwa „Berggott“ bedeutet, der hier verehrt wird. Am Südfuße des Berges befindet sich die Gebetshalle (haiden), die für ihre vielen weißen Wolfsstatuen und ehemals 231 Deckengemälde mit Wölfen bekannt ist. Die Originalgemälde aus dem Jahr 1904 wie auch die Gebetshalle wurden bei einem Brand im April 2013 zerstört. Die im Juni 2015 rekonstruierte Gebetshalle konnte 2016 teilweise mit Nachbildungen, die Kunststudenten anfertigten, neu bestückt werden.
Ein Pfad führt weiter zum Gipfel, auf dem sich das eigentliche Heiligtum, die Haupthalle (honden), befindet. Die heutigen Gebäude stammen jedoch aus der Meiji-Zeit. Jedes Jahr am 17. Tag des 10. Mondmonats fand hier ein Fest zu Ehren des Berggottes statt, an den zwei Tage zuvor ein Herbstfest. Vom Berggipfel aus ist auch der 30 km entfernte Pazifische Ozean zu sehen.
Auch am Notegami-yama gibt es einen Schrein, den Notegami-jinja (野手神神社), in dem fünf Götter verehrt werden, darunter einer des Seidenbaus, der buddhistische Sonnengott Marici, ein Berggott und ein Schlangengott.
Nordwestlich des Ortszentrums befindet sich der Wald Sonmin no Mori (村民の森) mit dem Campingplatz Ai no Sawa (あいの沢) entlang eines Sees, dessen Promenade zu den 50 schönsten der Präfektur zählen soll. Von 2001 bis 2005 wurde jährlich ein Haiku-Wettbewerb zum Thema Liebe ausgeschrieben, mit Tausenden von Einsendungen aus dem ganzen Land, dessen beste 50 jährlich durch Madoka Mayuzumi ausgewählt wurden und dann auf Stein verewigt entlang der Promenade aufgestellt wurden.

## Bildung
In Iitate befanden sich bis zur Evakuierung die Grundschulen (飯舘村立X小学校, Iitate-sonritsu X shōgakkō) Usuishi, Iitoi und Kusano, die Mittelschule Iitate (飯舘村立飯舘中学校, Iitate-sonritsu Iitate chūgakkō), sowie die Iitate-Zweigschule der präfekturalen Landwirtschaftsoberschule Sōma (福島県立相馬農業高等学校飯舘校, Fukushima-kenritsu Sōma nōgyō kōtō gakkō Iitate-kō).